# Козлівщина
Козлі́вщина — село в Україні, у Великорублівській сільській громаді Полтавського району Полтавської області. Населення становить 518 осіб. До 2020 орган місцевого самоврядування — Козлівщинська сільська рада, до складу якої також входять села — Ворони, Діброва, Зуби, Касяни, Підварівка та Терещенки.

## Географія
Село Козлівщина розташоване в північно-східній частині України та Полтавської області, знаходиться на відстані 1 км від села Терещенки та за 1,5 км від сіл Назаренки та Мар'ївка (Полтавський район). У межах Полтавської області Козлівщинська сільська рада має досить сприятливе географічне розташування, вона знаходиться на межі чотирьох районів — Котелевського, Диканського, Полтавського та Чутівського. Протяжність меж із ними є наступною — із Полтавським районом — 19 км, Котелевським — 14,5 км, Диканським — 13,5 км та Чутівським — 7 км. Площа села складає 6,187 км² (≈1 % площі Котелевського району). Географічні координати населеного пункту — 49°46′41″ пн. ш. та 34°44′35″ сх. д.
Козлівщина розташована в межах Східноєвропейської рівнини, на межі Придніпровської низовини та Полтавської рівнини. Рельєф даної місцевості рівнинний, середня висота над рівнем Світового океану становить 101 м. Дана територія має нахил на південний захід, тому тимчасовий водотік Брошна тече в бік річки Ворскли. В долині Ворскли, територія часто заболочена та формує ряд озер — стариць, через мандрування річки на межі із Диканським районом. Отже, територія села належить до басейну річки Ворскли, його лівобережної частини. У ландшафтному плані — село виключно відноситься до зони лісостепу України — Лівобережно-Дніпровської лісостепової провінції — Східно-лісостепової прильодовикової підобласті — Котелевсько-Полтавського фізико-географічного району, що входить до рівнинної Східноєвропейської фізико-географічної країни.
Козлівщина лежить в межах північного помірного континентального кліматичного поясу, де переважають західні вітри та повітряні маси із Північної Атлантики. Найкоротша відстань від рубежів Козлівщини до узбережжя Азовського моря — 366 км, Чорного — 420 км, а до узбережжя Балтійського моря — понад 1090 км.
Поблизу села Козлівщина проходить автомобільний шлях Т 1707 Полтава — Суми, яка має важливе регіональне значення для Полтавської області.

## Населення

### Мова
Розподіл населення за рідною мовою за даними перепису 2001 року:
| Мова       | Кількість | Відсоток |
| ---------- | --------- | -------- |
| українська | 498       | 96.14%   |
| російська  | 11        | 2.12%    |
| вірменська | 9         | 1.74%    |
| Усього     | 518       | 100%     |

## Основні заняття населення та визначні пам'ятки
Основні галузі сільського господарства це рослинництво та скотарство. У селі розташовано пам'ятники Тарасу Григоровичу Шевченку та воїнам воякам, що загинули у роки німецько-радянської війни.

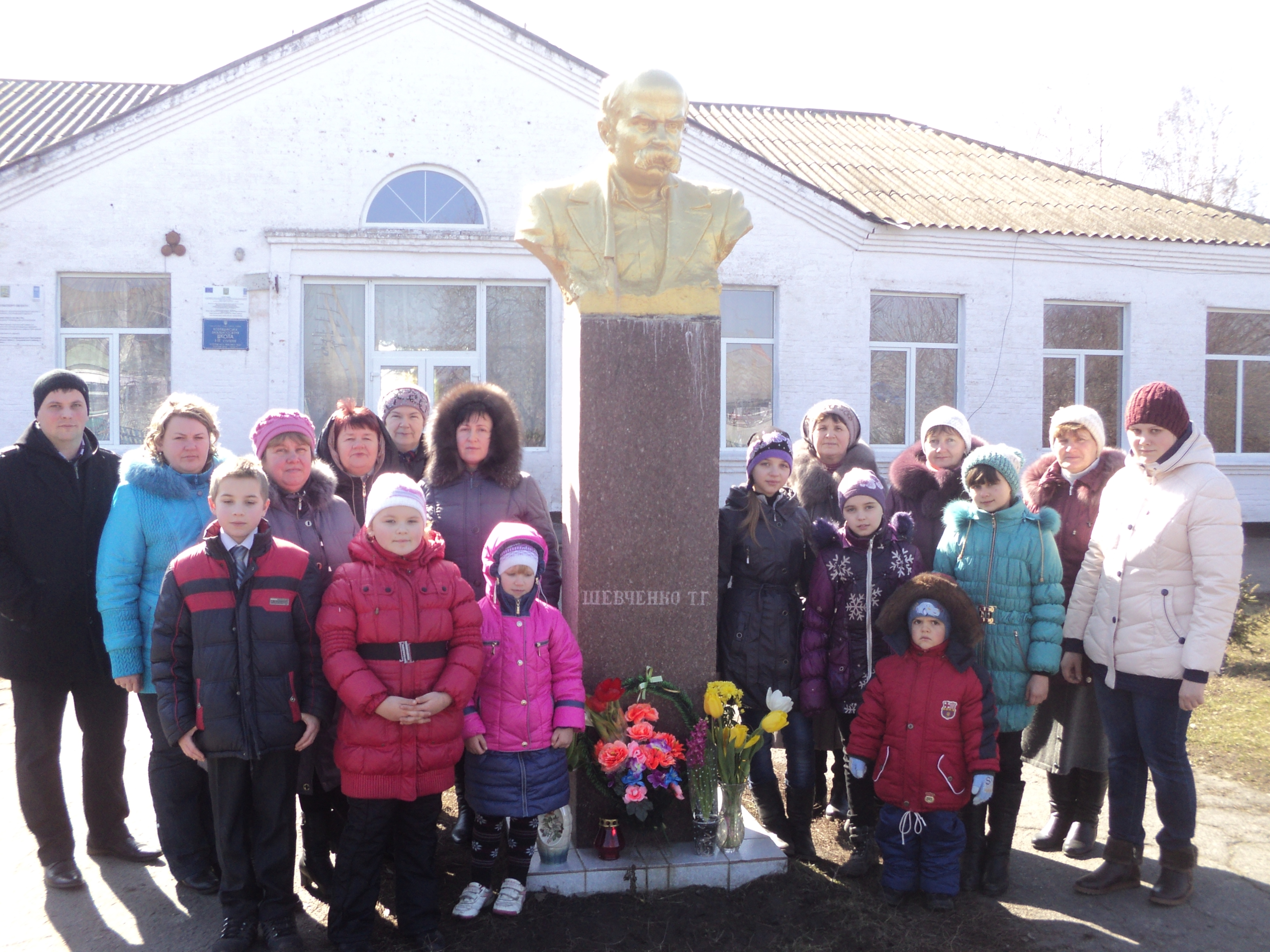
Вшанування 200-річчя із дня народження Т. Г. Шевченка жителями села Козлівщина

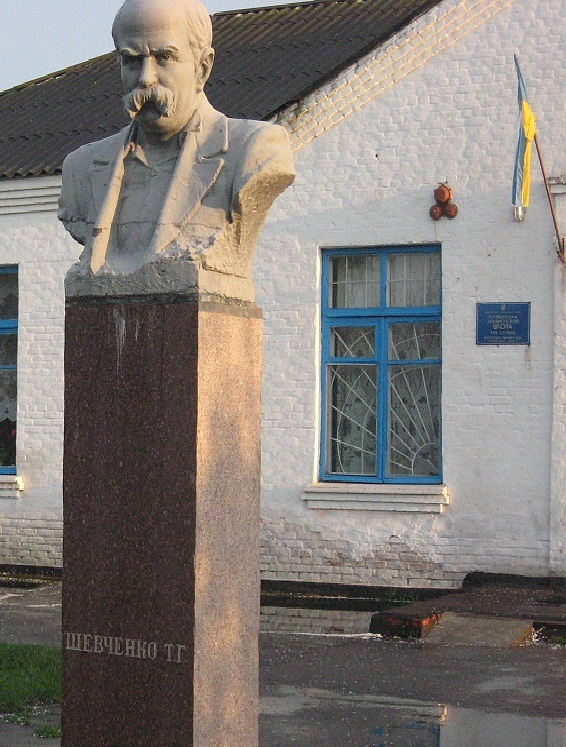
Погруддя Тараса Шевченка в селі Козлівщина

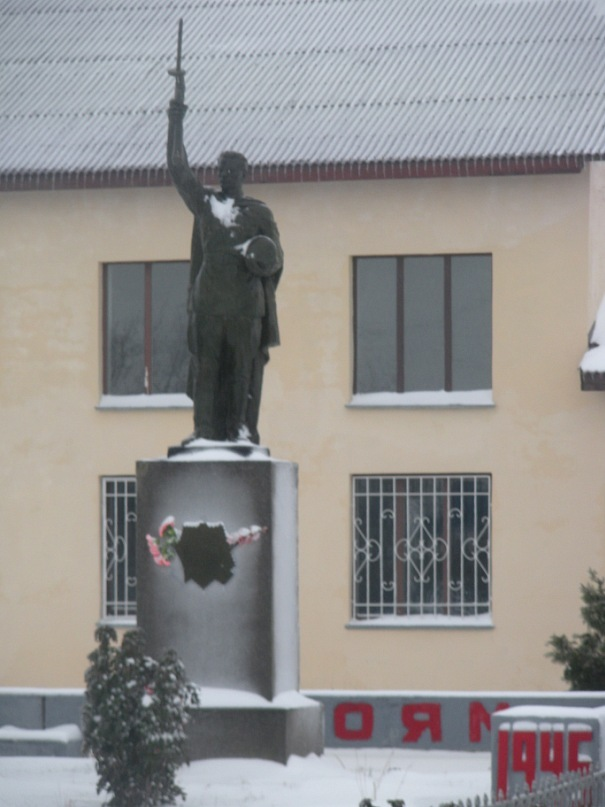
Пам'ятник героям Другої світової війни 1941—1945 рр.

## Історія села

### Козацька доба
Село засноване паном Козловим, на місці так званого Голого поля, яке ще зображувалось на карті Г. де Боплана XVII ст. Початок існування теперішньої Козлівщини точно і не встановлено. Відомо лише, що років з двісті тому на цій території були Микілківські хутори. Ними володів пан Козлов, котрий розділив землю між двома синами Михайлом і Миколою та присвоїв поселенням своїх кріпаків їхні імена. В ті часи були дві Козлівщини: Козловщина Михайлівська та Козловщина Микілківська.

### Часи Російської імперії
Десь в середині XVIII століття пан збанкрутував і його маєтки прибрав до рук відомий у Полтавській губернії купець і промисловець Айзенштейн. Також йому належала частина лісу навколо сіл Терещенки та Касяни. Ним побудований перший млин у селі. Про те, як жила тоді Козлівщина, засвідчує бунт в 1900 році. Для придушення бунтівників у село прибула сотня козаків, відшмагала нагаями всіх без винятку чоловіків.

### Визвольні змагання 1917—1921рр.
У цей період влада змінювалась кілька разів. Наприкінці 1919 року у селі остаточно ствердилась більшовицька окупація.

### Колективізація та Голодомор 1932—1933рр.
В 1924 році була зібрана сходка, на якій було ухвалено об'єднатися в одну комуну, яку назвали «Радянське село».
```
У 1929 році розпочалася колективізація. Селяни підкорилися і вступили до колгоспу.02 березня 1930 року в «Правді» вийшла стаття Сталина «Головокруже́ние от успе́хов. К вопро́сам колхо́зного движе́ния».У статті пропонувалося усунути «перегиби на місцях», які оголошувалися плодом самодіяльності надміру дбайливих виконавців, які таким чином трактували «генеральну лінію партії» на суцільну колективізацію.Також Сталін вказував на порушення принципу добровільності, допущене на місцях при організації колгоспів.Після цього  більшість селян вийшли з колгоспу і знову розпочали господарювати одноосібно. В колгоспі залишилося 20 дворів.Але відразу радянська влада розпочала репресії проти селян, що вийшли з колгоспу, вночі в село періодично почали приїжджати “воронки” і увозити одного-двох селян-одноосібників у невідомому напрямку.Подальша судьба багатьох так і залишилася невідомою. З судьбою одного з селян можна ознайомитися тут 
https://ru.openlist.wiki/Сухостат_Михаил_Титович_(1900)
 
[
Архівовано
 29 квітня 2022 у 
Wayback Machine
.
]
.
```

Скільки людей померло під час Голодомору 1932—1933 років достоменно не відомо. Майже повністю вимерли родини селян-одноосібників. Членів колгоспів радянська влада підгодовувала і вони мали більше шансів пережити Голодомор.
У 50-ті роки поселення носили назву Друга Михайлівка та Козловщина. На 17 грудня 1926 року у Михайлівській сільській раді було 282 двори і 1294 жителі. Входили села: Михайлівське, Михайлівська Козлівщина, хутори Момотівка, Куркулі, Пестременки, Середнє, Твердохліби. Сільська рада відносилась до Руновщанського району Полтавської округи. Село Діброва належало Диканському району.

### Друга світова війна 1939—1945рр.
У 1941 році — 216 односельчан пішли до армії, щоб зі зброєю в руках захистити свою землю і лише 46 ветеранів повернулося додому з Перемогою. 2 жовтня 1941 року в Козлівщину завітали нацистські війська, які творили свої криваві розправи. У період окупації в нацистське рабство було загнано 84 чоловік молоді. Під час відступу гітлерівці спалили 124 будинки. 21 вересня 1943 року Козлівщина була повністю звільнена від нацистських загарбників.

### Післявоєнний та сучасний період
Після Другої світової війни у Козлівщині в 1950 році з трьох колгоспів було створено єдине господарство — колгосп імені Войкова. Активна фаза розбудови села відбувається з кінця 1960-х років і триває по 1980-ті роки. 12 вересня 1985 року в селі Козлівщина відбулася перша обласна науково-практична конференція з питань соціальної економічної перебудови. У цей час у селі Козлівщина створюються — Козлівщинська ЗОШ (1967), сільський клуб (1970)та будуються дві нові вулиці — Молодіжна та 40-річчя Перемоги, а також новий дитячий садок, будинок побуту, лазню, новий магазин і кафе, багато житлових будинків. У селі провели водопровід, газ. В радянські часи до 1967 року на території сільради діяло 3 початкові школи: у селах Терещенки, Друга Михайлівка і Козлівщина. У 2003 р. у с. Козлівщина створюється спортивний зал та шкільна їдальня.
12 червня 2020 року, відповідно до розпорядження Кабінету Міністрів України № 721-р «Про визначення адміністративних центрів та затвердження територій територіальних громад Полтавської області», село увійшло до складу Великорублівської сільської громади.
19 липня 2020 року, в результаті адміністративно - територіальної реформи та ліквідації  Котелевського району, село увійшло до складу новоутвореного Полтавського району.

## Галерея

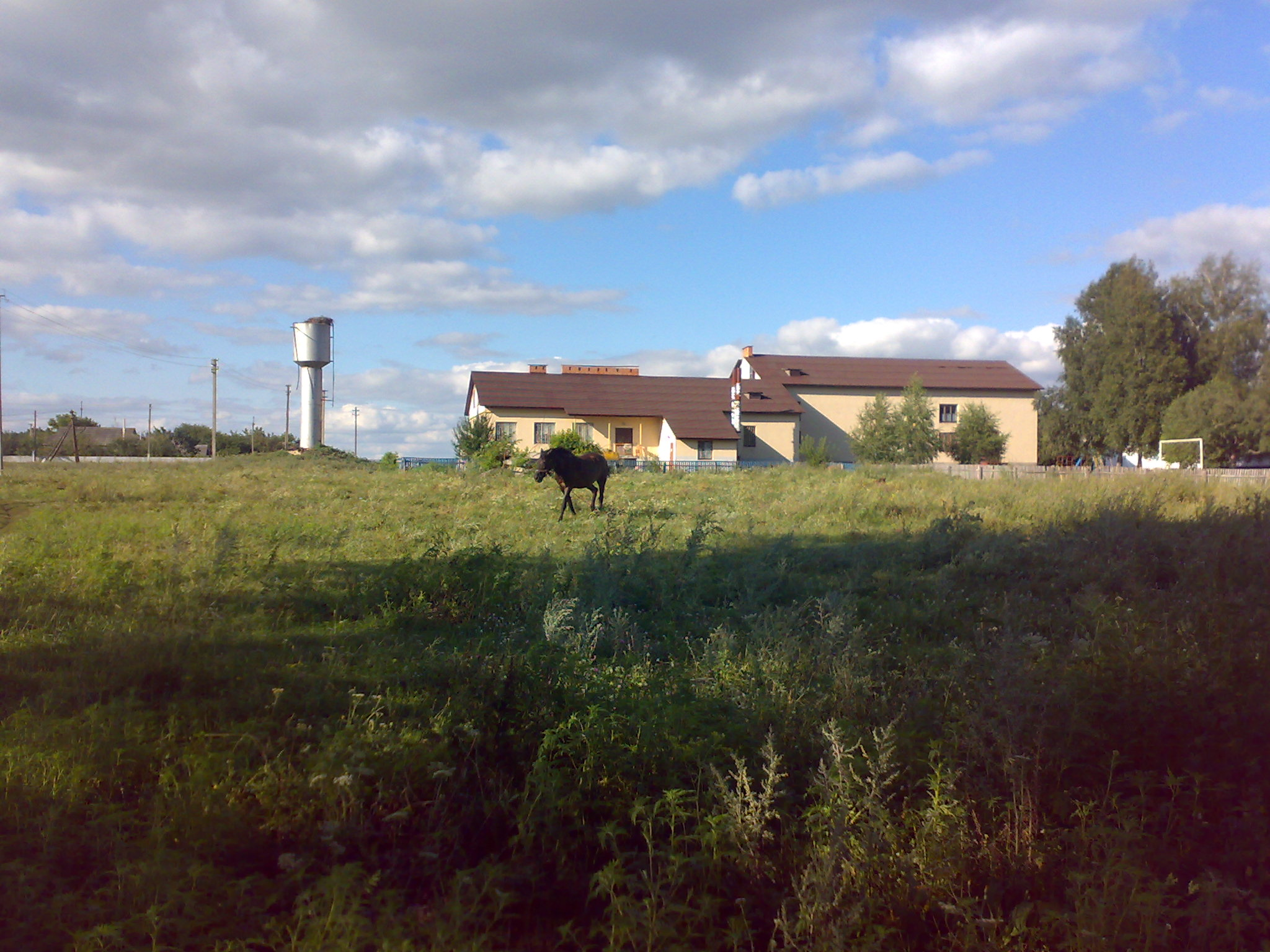
Спортивний навчальний комплекс села Козлівщина
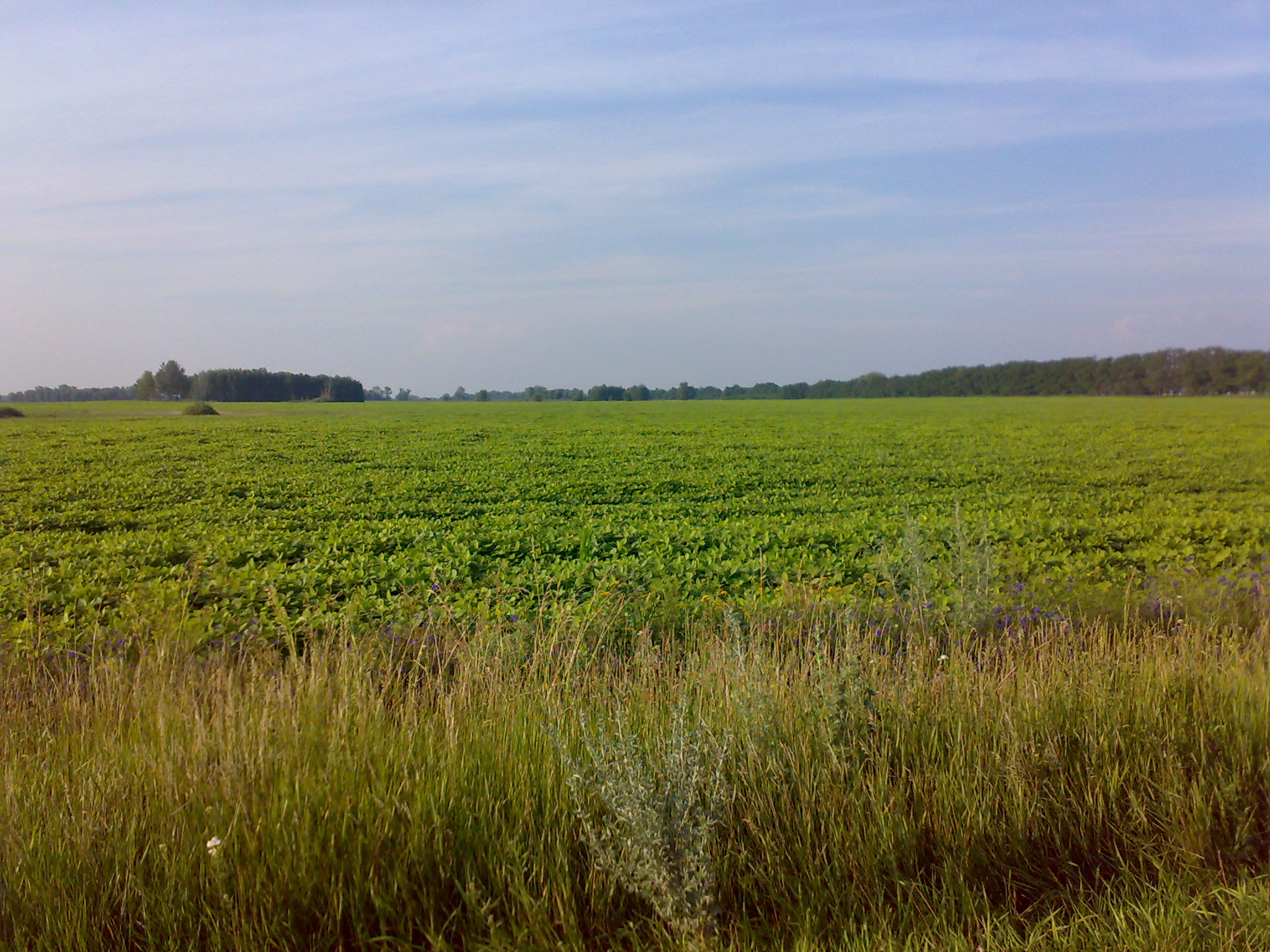
Насадження сої поблизу села Козлівщина
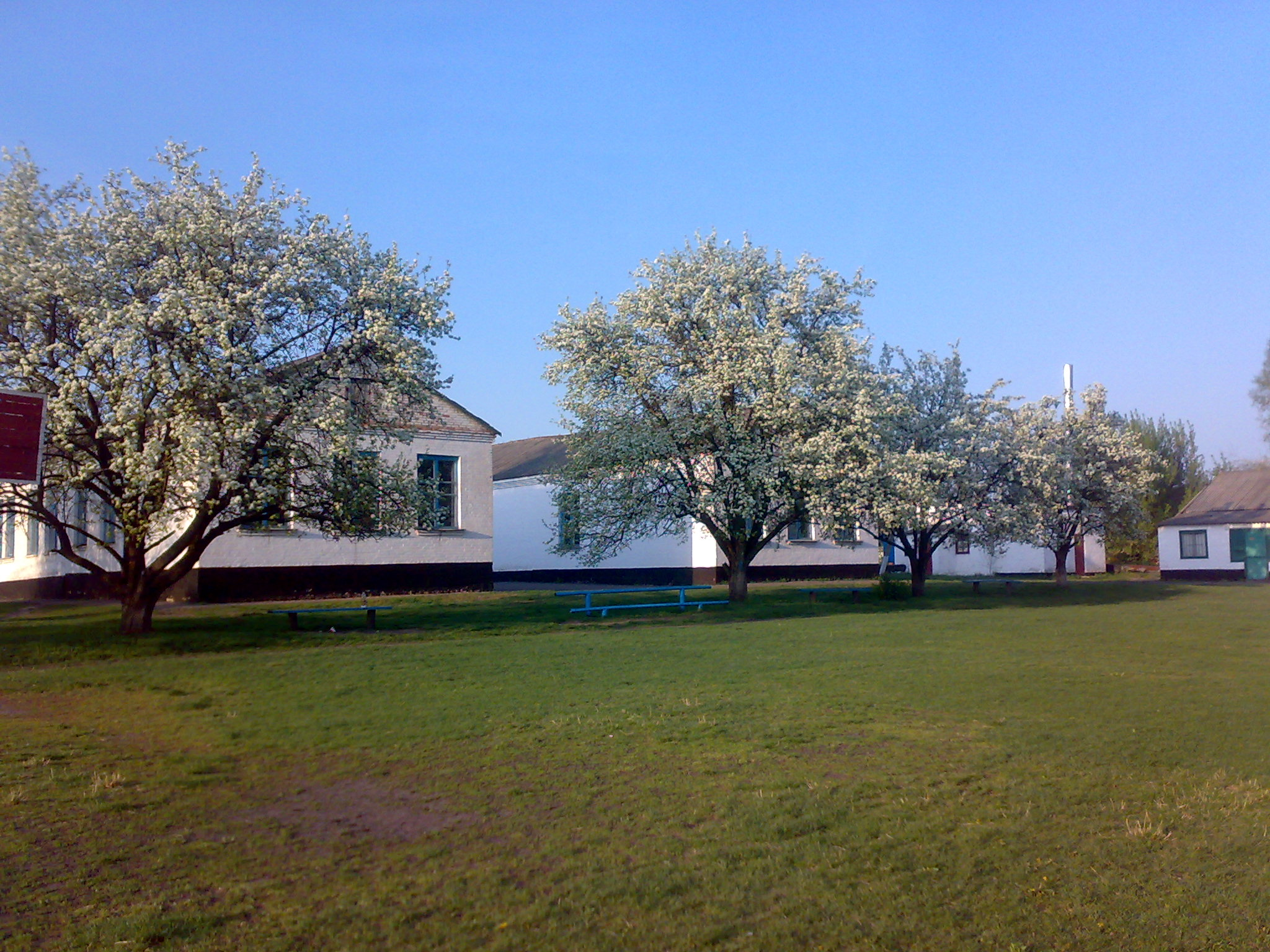
Козлівщинська школа
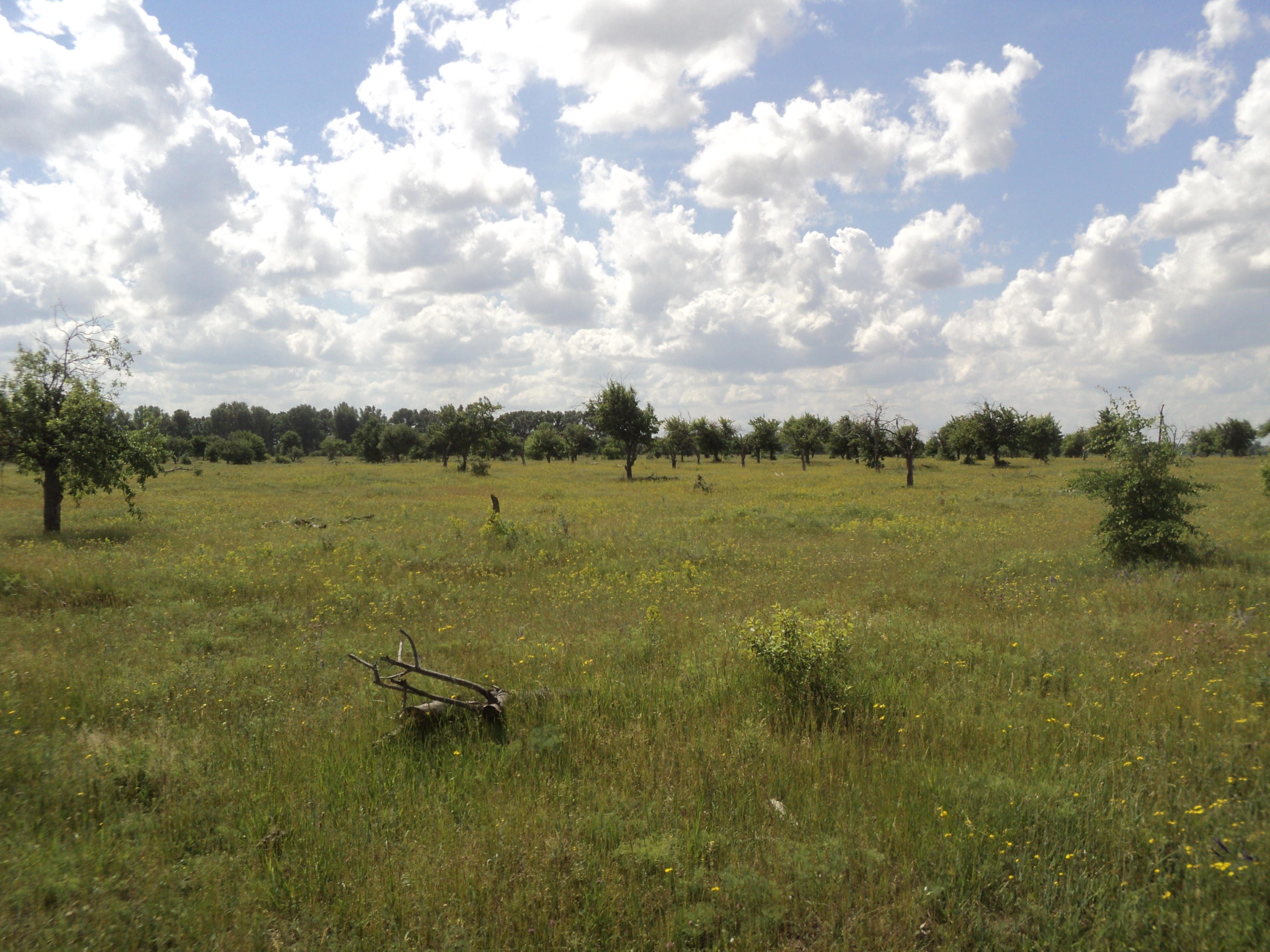
Сад поблизу села
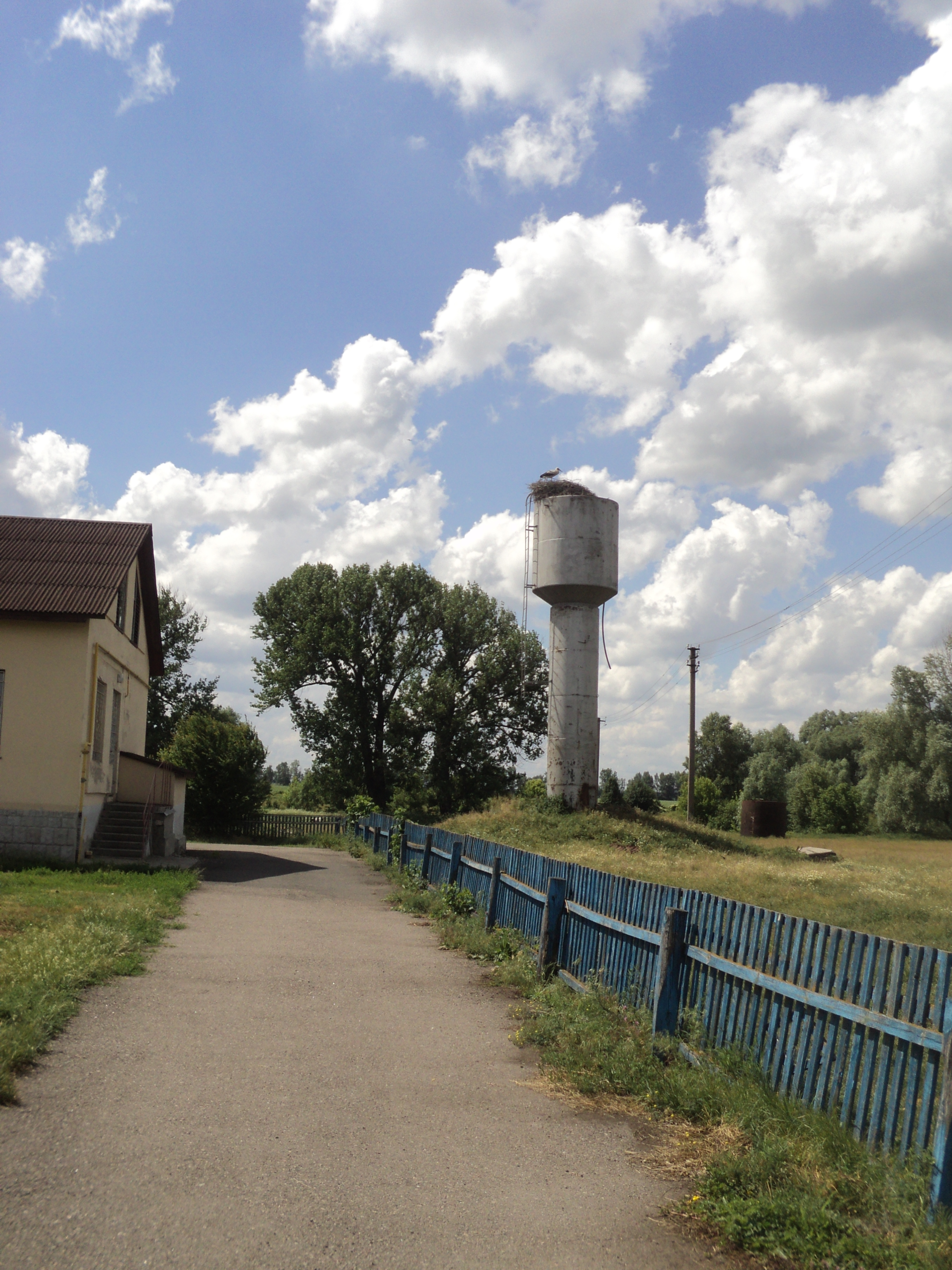
Водонапірна башта та лелече гніздо
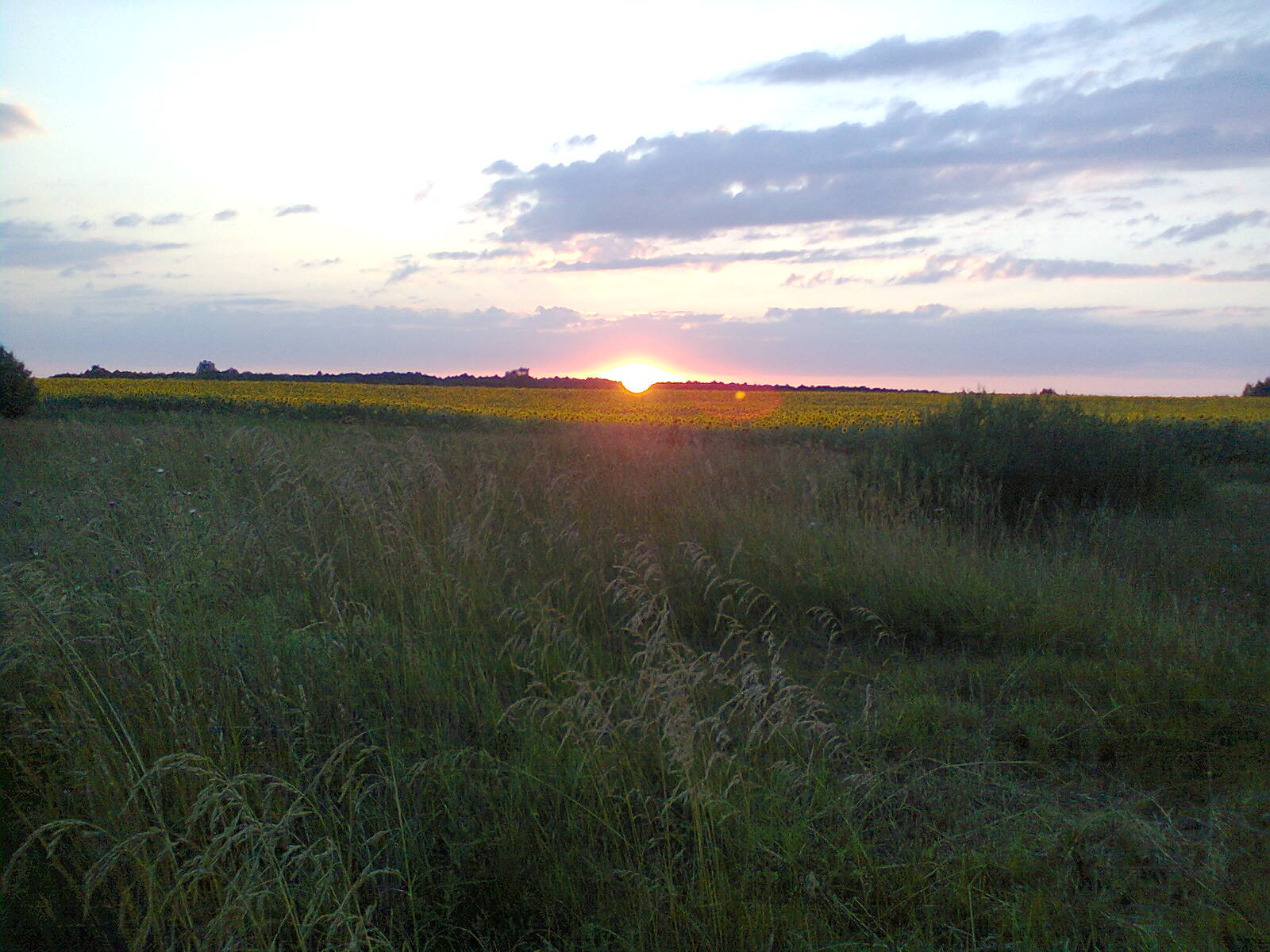
Захід сонця над соняшниковим полем
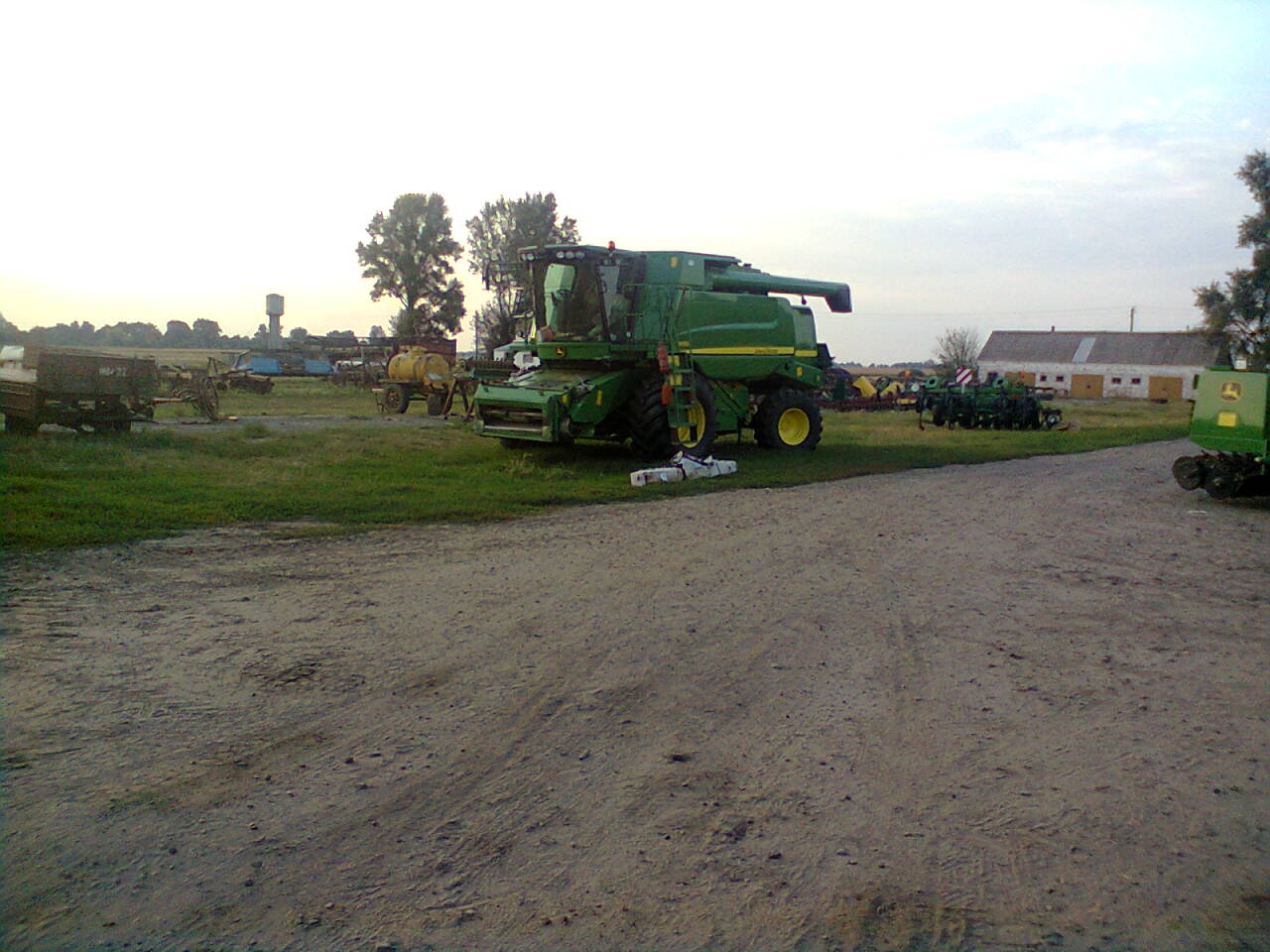
Техніка агрофірми «Маяк»
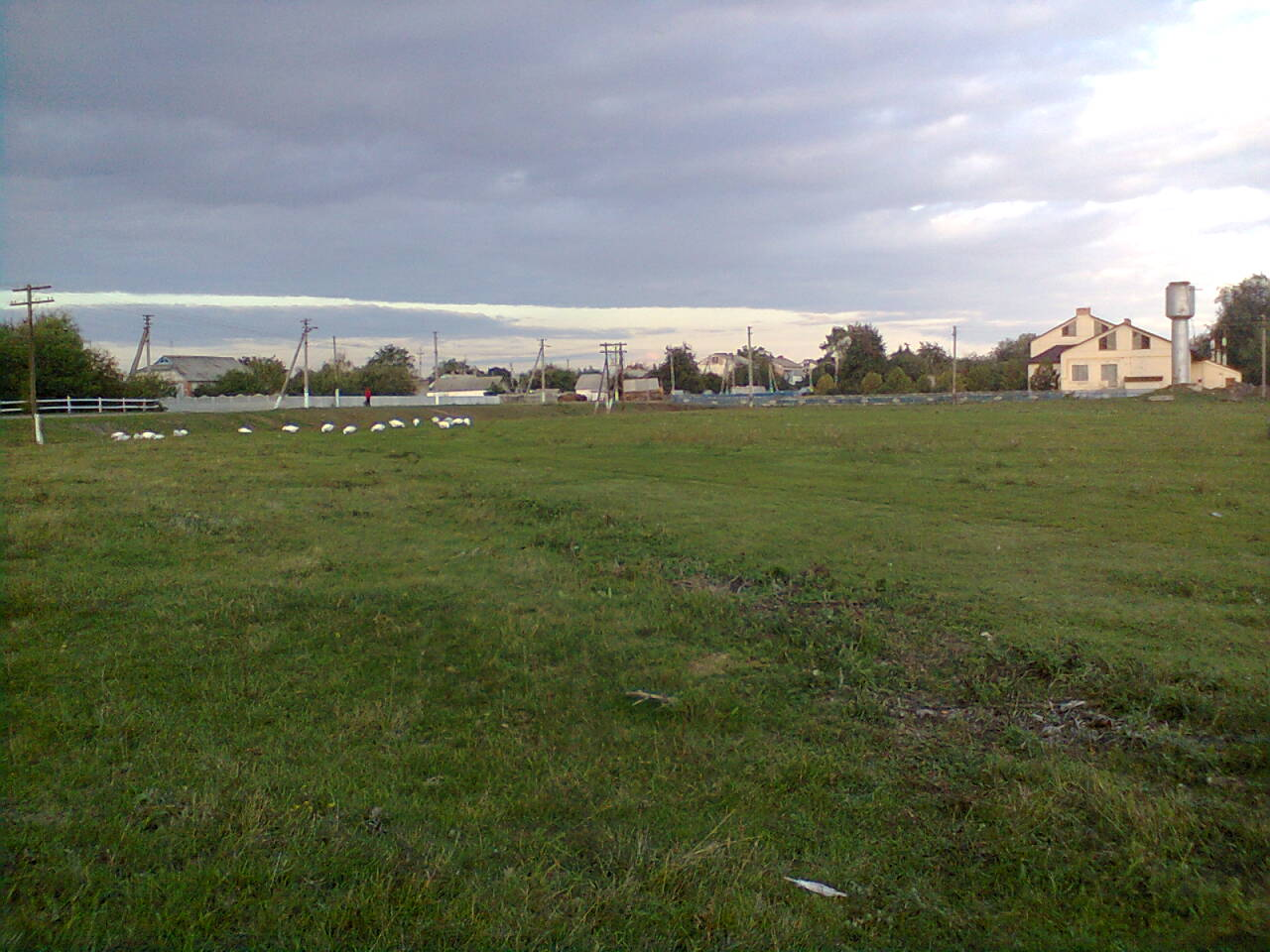
В'їзд в село Козлівщина
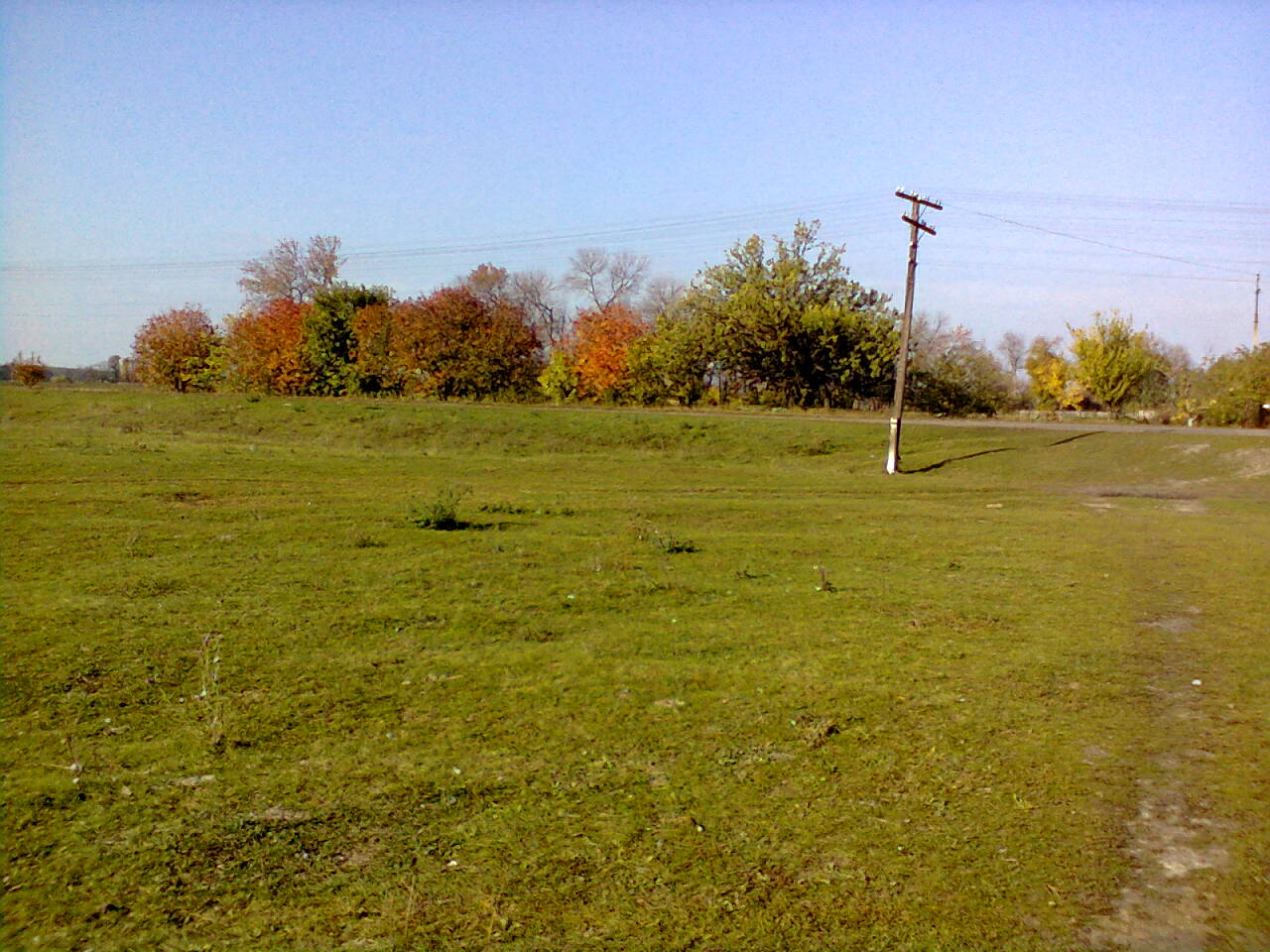
Природа села Козлівщина (осінь)